# Pałac Charlottenhof

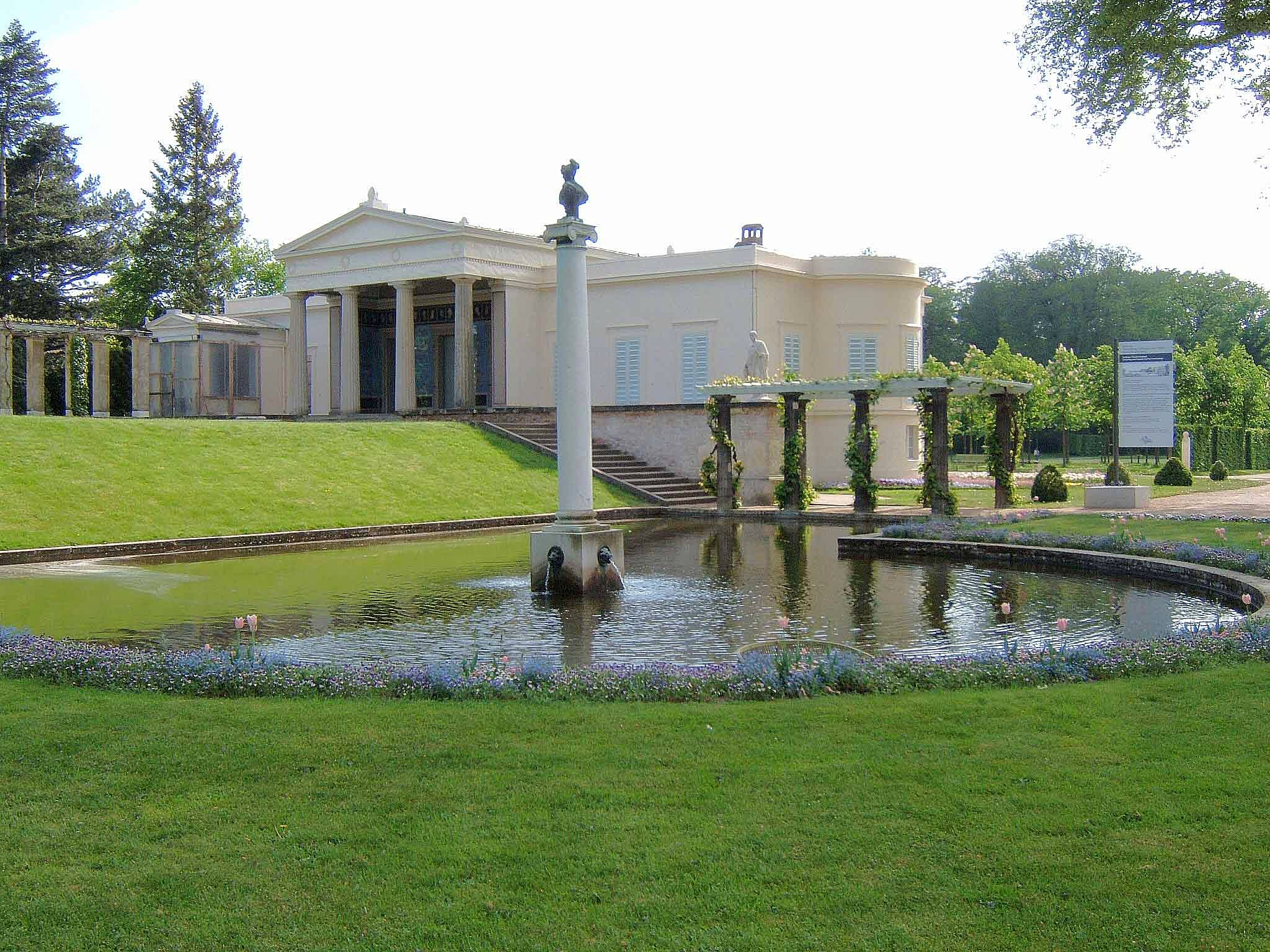
Pałac Charlottenhof

Pałac Charlottenhof (niem. Schloss Charlottenhof) – dawna rezydencja letnia księcia Fryderyka Wilhelma (1795–1861) w południowo-zachodniej części parku Sanssouci w Poczdamie. Przebudowana w latach 1826–29 w stylu klasycystycznym przez Karla Friedricha Schinkla i jego ucznia Ludwiga Persiusa.
Pałac Charlottenhof należy do grupy pałaców i zespołów parkowych w Poczdamie i Berlinie wpisanych w 1990 na listę światowego dziedzictwa UNESCO. Obecnie o pielęgnację i restaurację pałacu troszczy się Fundacja Pruskie Pałace i Ogrody Berlin-Brandenburg (niem. Stiftung Preußische Schlösser und Gärten Berlin-Brandenburg).

## Historia
Początki posiadłości Charlottenhof sięgają XVIII w., kiedy wzniesiono tu pierwsze zabudowania gospodarcze. Teren zakupił następnie król pruski Fryderyk Wilhelm III (1770–1840) i podarował w prezencie bożonarodzeniowym swojemu synowi, następcy tronu Fryderykowi Wilhelmowi oraz jego małżonce Elżbiecie Ludwice Wittelsbach.
Książę powierzył przebudowę posiadłości nadwornemu architektowi Karlowi Friedrichowi Schinklowi (1826–29). Dysponując skromnymi środkami, Schinkel wraz ze swoim uczniem Ludwigem Persiusem przebudowali mały pałac w stylu klasycystycznym na wzór rzymskiej willi. Projekt pałacu i otaczającego go parku bazował na szkicach księcia, który nazywał swoją nową rezydencję Siam, a siebie architektem-domu-Siam.
Oficjalna nazwa pałacu – Charlottenhof – pochodzi od imienia właścicielki tych terenów w latach 1790–94, Marii Charlotty von Gentzkow, żony szambelana dworu.

## Architektura
Wnętrza pałacu składają się z westybulu rozciągającego się na dwa piętra, dziesięciu salonów na górnym piętrze obejmujących m.in. gabinet Fryderyka Wilhelma i Elżbiety, sypialnię, bawialnię oraz dwa pokoje gościnne. Z centralnie położonej jadalni trzy podwójne drzwi prowadzą przez portyk na prostokątny taras na łagodnym wzniesieniu, ograniczony od wschodu eksedrą, a od południa pergolą z winoroślami. Z tarasu roztacza się widok na staw (niem. Maschinenteich) koło nieistniejącej już maszynowni z 1827, która skrywała pierwszą w Poczdamie maszynę parową. Tuż obok tarasu znajduje się mały staw, pośrodku którego stoi kolumna z popiersiem Elżbiety, małżonki Fryderyka Wilhelma IV.
Pałac w większości zachował oryginalne wyposażenie wnętrz w stylu mieszczańskim. Wiele mebli i dekoracji było projektu Schinkla, wyróżniały się one prostotą ornamentyki.
Jedną z najbardziej wyróżniających się sal pałacu, jest pokój urządzony w stylu namiotu rzymskiego dowódcy, gdzie sufit oraz ściany pokrywa tapeta w biało-niebieskie pasy. Wzór powtarza się na zasłonach oraz tkaninach upiętych w baldachim nad dwoma łożami. Pokój służył jako sypialnia dla dam dworu i gości. Schinkel wzorował się tu na pokoju cesarzowej Józefiny w pałacu Malmaison pod Paryżem. W latach 1835–40 w pokoju mieszkał przyrodnik i podróżnik Alexander von Humboldt, zaproszony do pałacu przez księcia Fryderyka Wilhelma. Kolory biel i błękit pojawiają się również na framugach okiennych w całym pałacu. Było to nawiązanie do narodowych barw Bawarii, skąd pochodziła żona następcy tronu – Elżbieta.

## Park Charlottenhof

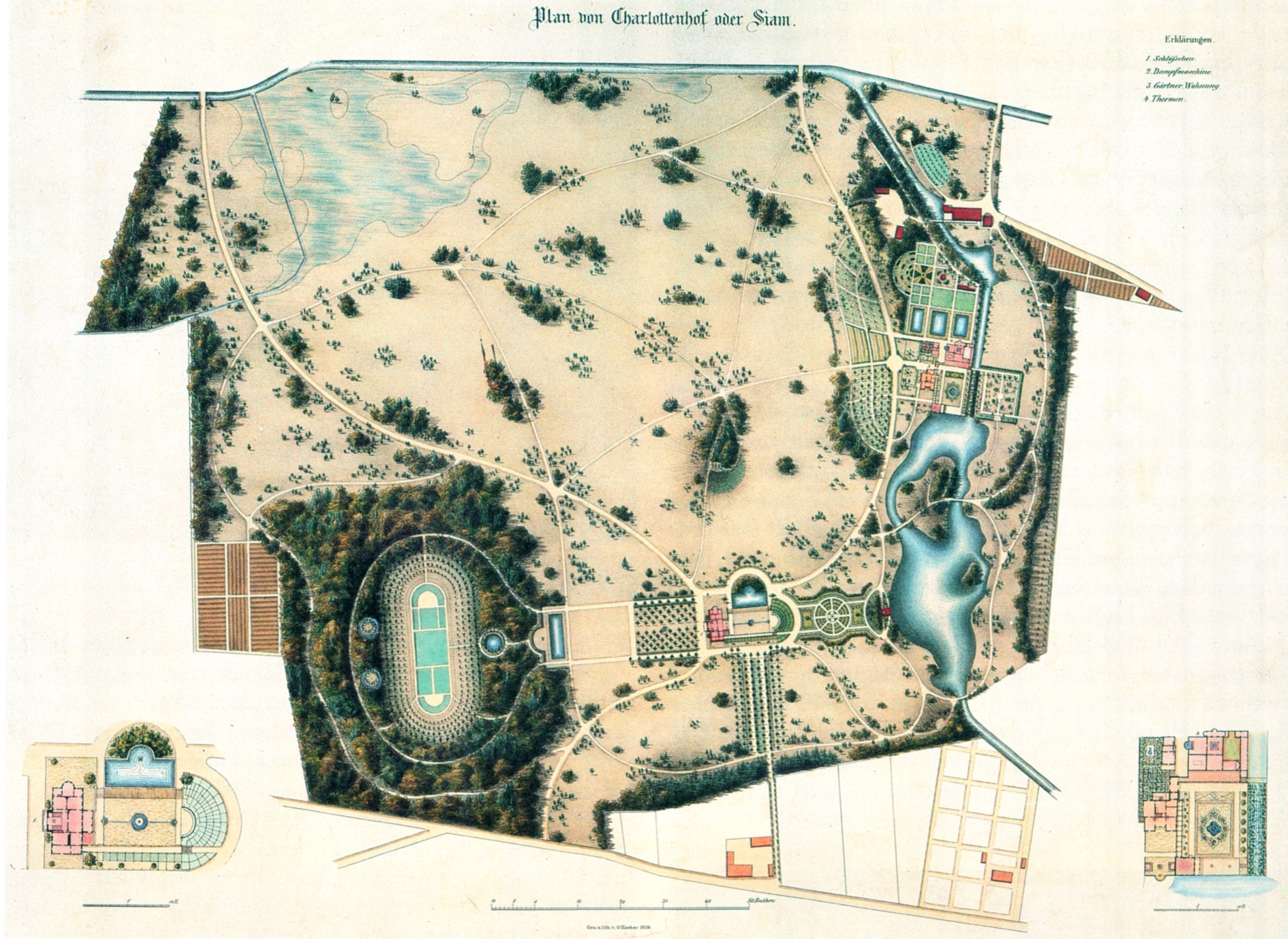
Plan parku Charlottenhof, Peter Joseph Lenné (litografia Gerharda Koerbera, 1839 r.)

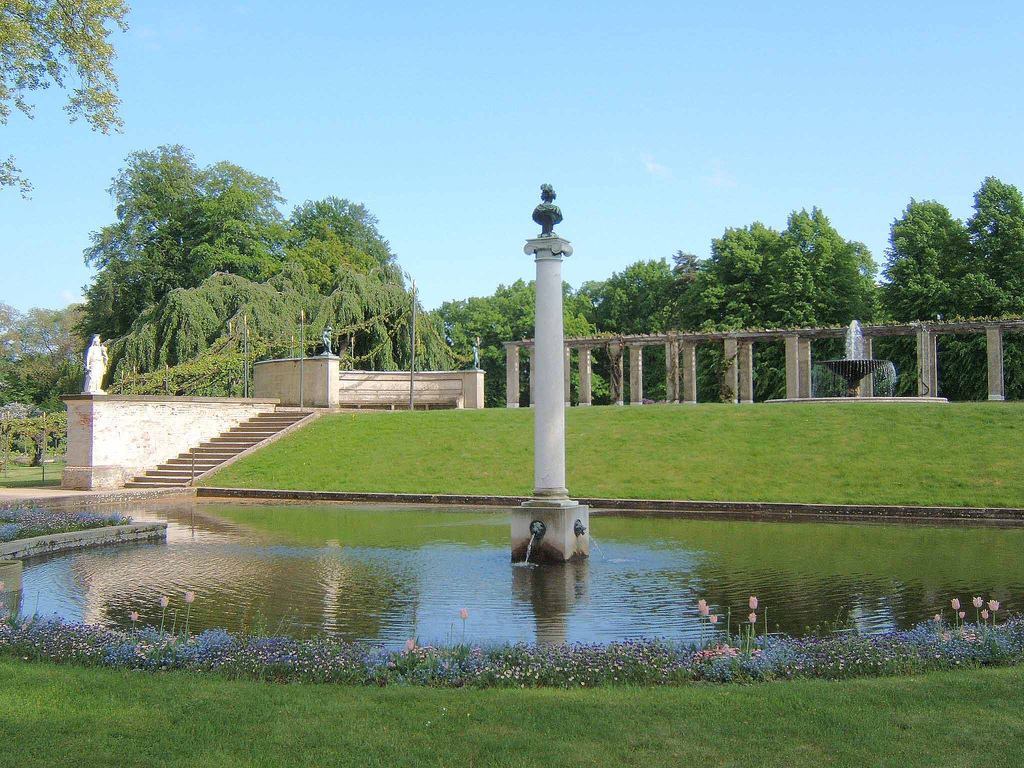
Fontanna w parku Charlottenhof z popiersiem Elżbiety Ludwiki Wittelsbach

Projekt parku Charlottenhof opracował znany architekt krajobrazu Peter Joseph Lenné, który przeobraził płaski i częściowo bagienny teren w park w stylu angielskim z jego charakterystycznymi elementami: łąkami, indywidualnymi grupami drzew i wodą. Nowy ogród został płynnie połączony ze starym parkiem Sanssouci z czasów Fryderyka Wielkiego. Prace ogrodnicze w parku wykonał Hermann Sello.
Wodę do zasilania stawów w parku sprowadzano wodociągiem z płynącej nieopodal Haweli. Na potrzeby systemu wodnego wybudowano niezależną maszynownię z pompownią. Oryginalny wygląd systemu: budynek maszynowni, stawy i mosty, znany jest z rysunków Erwina Alberta Bartha, przechowywanych w Muzeum Architektury przy Uniwersytecie Technicznym w Berlinie.
Park Charlottenhof został umiejscowiony na osi wschód-zachód, oddając wędrówkę słońca po niebie. Na wschodzie znajduje się ogród różany w formie labiryntu, zaaranżowany przez Hermanna Sella w 1835. Pośrodku ogrodu stoi altana skrywająca posąg małego satyra. Altana może być interpretowana jako metafora schronienia pierwszych ludzi Adama i Ewy według historii stworzenia. W godzinach południowych Słońce pada na pagórek Tiroler Berg. Następnie przenosi się nad Dichterhain, gdzie stoją pomniki poetów i pisarzy niemieckich: Goethego, Schillera, Herdera i Wielanda, a w dalszej części popiersia poetów włoskich: Ariosta, Tassa, Dantego i Petrarki. Za nimi umieszczono grupę figuralną symbolizującą zachodzące słońce (1837) – przedstawienie grupy z San Ildefonso, dwóch bliźniaczych chłopców uosabiających sen i śmierć. Chłopiec po prawej stronie trzyma zgaszone pochodnie, drugi ma natomiast małą tarczę, najprawdopodobniej lustro. Zapalona pochodnia jest symbolem życia, zgaszona – śmierci. Chłopiec po lewej stronie wygląda na pogrążonego we śnie. Trzymane przez niego lustro jest symbolem marzeń sennych. Tradycyjnie bracia przedstawiani są z Matką Nocą – tu mniejsza figura po prawej stronie. Za grupą z San Ildefonso znajduje się, wybudowany w okresie późniejszym, eliptyczny hipodrom wraz ze stibadium.

## Literatura
- Wolfgang Fabian, Potsdam. Die Stadt-Die Könige und ihre Bewohner, Vision Verlag, Berlin, 1997 ISBN 3-92-8787-15-2
- Harri Günther, Peter Joseph Lenné, Gärten/Parke/Landschaften, VEB Verlag für Bauwesen, Berlin, 1985
- Friedrich Mielke, Potsdamer Baukunst. Das klassische Potsdam, Propyläen Verlag, Ffm/Berlin/Wiedeń,1981 ISBN 3-549-06648-1
- Gert Streidt, Klaus Frahm, Potsdam. Die Schlösser und Gärten der Hohenzollern, Könemann Verlagsgesellschaft mbH, Kolonia, 1996 ISBN 3-89508-238-4